# Коламбия Пикчерз не представляет
«Коламбия Пикчерз не представляет» — дебютный студийный альбом группы «Банд’Эрос», вышедший 1 ноября 2006 года на российском отделении музыкального лейбла Universal.

## Об альбоме
В названии альбома, а также в названии и тексте заглавной песни отражено название известной американской киностудии, показ фильмов которой в русском дубляже и в пиратских синхронных переводах 90-х годов, как правило, начинается словами «кинокомпания „Коламбия Пикчерз“ представляет...». Название песни и ещё несколько слов в песне было зачитано нарочито гнусаво, с пародией на известный голос переводчика Леонида Володарского.
В июле 2008 года альбом «Коламбия Пикчерз не представляет» получил статус «PLATINUM» (компания Universal Music Russia продала более 200 тысяч копий этого альбома).

## Видео
На композиции с альбома было снято 6 видео (включая 2 хита, вошедших в переиздание альбома в 2008 году):
- Бум-сеньорита
- Коламбия Пикчерз не представляет
- Не зарекайся
- Наоми я бы Кэмпбел
- Про красивую жизнь
- Манхэттен

## Список композиций
Музыка А. Дулов. Слова А. Дулов, К. Арсенев («Не Зарекайся» и «Плаstелиновая»).
1. Про красивую жизнь
2. Коламбия Пикчерз не представляет
3. Передача (Для тех, кому по…)
4. Бумажный змей (Песня про деньги)
5. Наоми я бы Кэмпбел
6. Жизни не жалко
7. К тебе поближе
8. Никогда не знаешь
9. Скит
10. Танцуй, Рублёвка
11. Аль Пачино
12. Не зарекайся
13. Бум-сеньорита
14. Я не люблю тебя
15. ПлаStелиновая
16. Outro

## Рецензии
И вроде бы все на дебютном альбоме у ребят получилось: биты, аранжировки, читка, пение (одна из участниц группы даже окончила вокальное отделение Гнесинки). Но, увы, конечный продукт оказался ощутимо подпорчен текстами.
 — пишет Павел Ивановский в журнале Rolling Stone.